# Bredstjärtad nattskärra
Bredstjärtad nattskärra (Caprimulgus macrurus) är en fågel i familjen nattskärror med vidsträckt utbredning från Pakistan till Australien.

## Utseende och läte
Bredstjärtad nattskärra är en stor nattskärra med en kroppslängd på 33 cm. Den är varmare i färgerna och kraftigare tecknad än djungelnattskärran (C. indicus), med längre och bredare stjärt. Karakteristiskt är en diffus och ljus halskrage, tydliga beigefärgade kanter på skapularerna och beige spetsar på svartkärnade tertialer. Lätet består av en lång serie med högljudda, ekande slag, cirka 100 slag i minuten, i engelsk litteratur återgiven som "chaunk-chaunk-chaunk...".

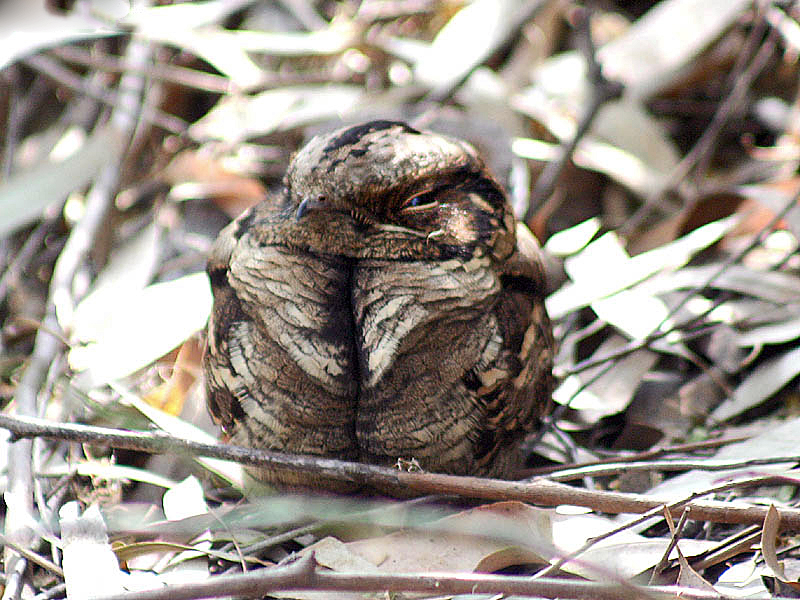
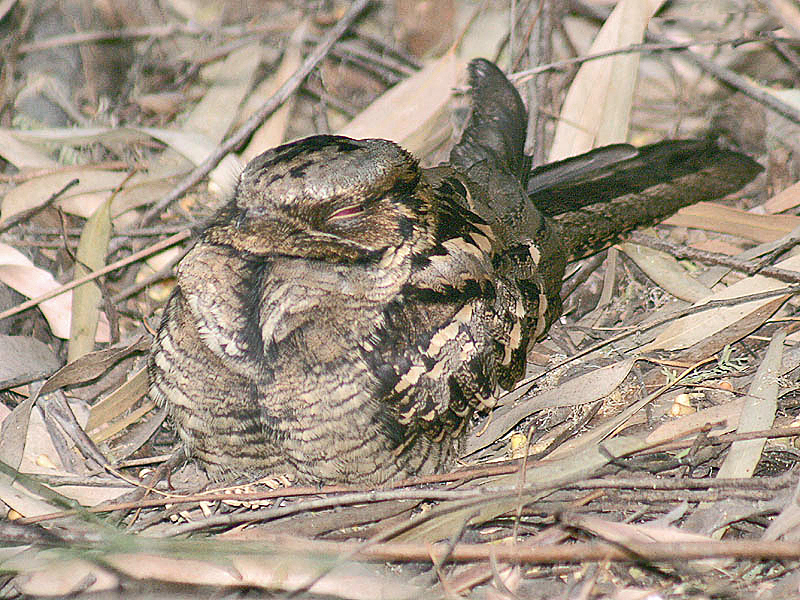
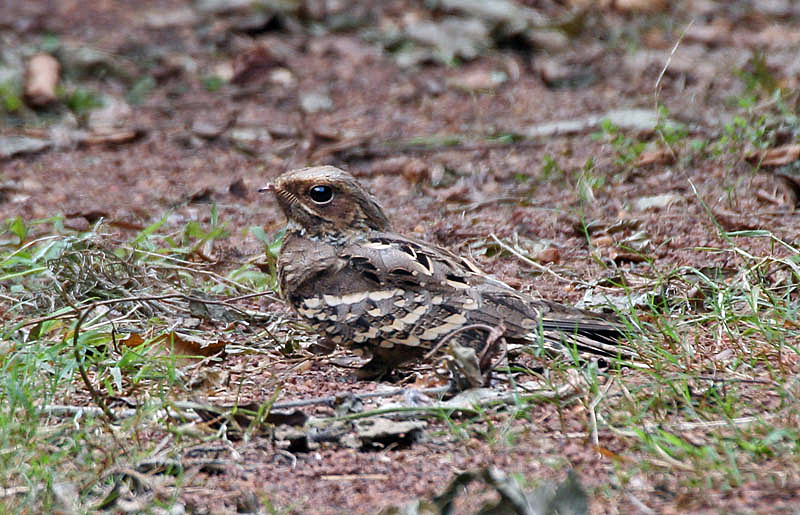

## Utbredning och systematik
Bredstjärtad nattskärra delas in i sex underarter med följande utbredning:
- Caprimulgus macrurus albonotatus – från nordöstra Pakistan och norra Indien till Bhutan och Bangladesh
- Caprimulgus macrurus bimaculatus – från nordöstra Indien till södra Kina, Sumatra och Riauöarna
- Caprimulgus macrurus johnsoni – södra Filippinerna (Palawan, Busuanga och Culion)
- Caprimulgus macrurus salvadorii – norra Borneo, Labuan, Balambangan, Banguey och södra Sulaöarna
- Caprimulgus macrurus macrurus – Java och Bali
- Caprimulgus macrurus schlegelii – i Wallacea, Nya Guinea, New Britain och kustnära norra Australien

Tidigare betraktades även andamannattskärra (C. andamanicus) vara en underart, men den urskiljs nu som egen art.

## Status och hot
Arten har ett stort utbredningsområde och en stor population med stabil utveckling och tros inte vara utsatt för något substantiellt hot. Utifrån dessa kriterier kategoriserar internationella naturvårdsunionen IUCN arten som livskraftig (LC). Världspopulationen har inte uppskattats men den beskrivs som vanlig till mycket vanlig i stora delar av utbredningsområdet.